# Ploniarka zbożówka
Ploniarka zbożówka, mucha szwedzka (Oscinella frit) – gatunek owada z rodziny niezmiarkowatych (Chloropidae). Żeruje na roślinach wiechlinowatych i może powodować różnej wielkości straty, w zależności od zaatakowanego gatunku rośliny oraz pokolenia. Ograniczeniu jej liczebności sprzyja między innymi prawidłowa agrotechnika.

## Cechy morfologiczne
Owad dorosły jest czarny, o długości około 2 mm, z czerwonymi oczami i przeźroczystymi skrzydłami z wyraźnym użyłkowaniem. Strona brzuszna jego ciała jest żółta, a nogi brązowożółte. Bobówka, długości 2–3 mm, cechuje się 4 ząbkami na początku ciała i 2 wyrostkami na końcu. Larwa jest beznoga, lśniąco biała, osiąga długość do 4,5 mm. Ma 2 czarne haki gębowe oraz 2 brodawki na końcu ciała. Jajo jest białe, z czasem staje się żółte o długości 0,6 mm.

## Występowanie
Występuje w Europie, Ameryce Północnej i w części Azji. W Polsce jest dość liczna. Pierwszy i jednocześnie masowy pojaw na kukurydzy stwierdzono w Polsce, w 1954 roku.

## Cykl życiowy

W sezonie wegetacyjnym ploniarka zbożówka wydaje 3 pokolenia:
- I – od kwietnia do czerwca;
- II – od czerwca do sierpnia;
- III – od sierpnia do początku października[12].

Larwy zimują wewnątrz roślin wiechlinowatych, w pobliżu szyjki korzeniowej. Następnie się przepoczwarczają i na wiosnę następuje wylot imago. Dorosłe owady składają jaja na liściach traw zbóż jarych i kukurydzy. Jaja są składane pojedynczo w liczbie od 25 do 35 sztuk. Wylęgłe larwy żerują w liściach sercowych, niszcząc je. Larwy rozwijają się na tej samej roślinie, gdzie zostały złożone jaja, choć mogą się również przenieść na inne. W przypadku kukurydzy ploniarka zbożówka atakuje ją w fazie 1–2 liści. Najwięcej jaj można zauważyć na wewnętrznych powierzchniach koleoptyli oraz na zawiązkach łodyg, mniej znajduje się na dolnych powierzchniach blaszek dwóch pierwszych liści. Pokolenie wiosenne larw rozwija się w ciągu 15–30 dni i na początku czerwca następuje przepoczwarczenie, a po kolejnych 7–14 dniach (w zależności od pogody) pojawiają się osobniki dorosłe I pokolenia. Muchówki wiosennego pokolenia składają jaja na liściach traw oraz kłosach zbóż, przyklejając je przeważnie wzdłuż nerwu głównego. Rozwój larw pokolenia letniego powoduje niszczenie ziarniaków zbóż, szczególnie owsa. Wylot dorosłych owadów pokolenia letniego następuje w okresie żniw lub pod koniec sierpnia. Kolejne, jesienne pokolenie rozwija się w młodych zbożach i innych trawach, żerując w liściach sercowych. Rozwój larwy trwa 2–3 tygodnie, a poczwarki – 1–2 tygodnie. Powstające imago III pokolenia składają jaja, z których powstają larwy zimujące do następnego roku. Dla tego gatunku zero fizjologiczne wynosi 8 °C, a suma temperatur efektywnych 400 °C. Chłodna pogoda wpływa hamująco na rozwój ploniarki.

## Szkodliwość
Ploniarka najczęściej atakuje młode rośliny. Larwy pokolenia I i III niszczą liście sercowe, a II pokolenia głównie niedojrzałe ziarniaki. Liść sercowy jest zżółkły i można go łatwo wyciągnąć. U podstawy liści da się zauważyć zgniliznę, larwę, czy poczwarkę. Nierozkrzewione rośliny zamierają, a już rozkrzewione wytwarzają większą liczbę źdźbeł, wydających małe kłosy lub nie wydających ich w ogóle. Opanowanie starszych roślin objawia się uszkodzeniem dokłosia pomiędzy górnym węzłem a kłosem. Jeśli roślina się nie wykłosiła, a została zaatakowana przez larwę, to się nie kłosi, a w przypadku wykłoszenia dokłosie usycha, a kłos jest zbielały i pusty. W zbożach larwa uszkadza zawsze tylko jeden pęd. Jako szkodnik zbóż i kukurydzy ma znaczenie lokalne, lecz nieraz w niektórych rejonach może się pojawić masowo.

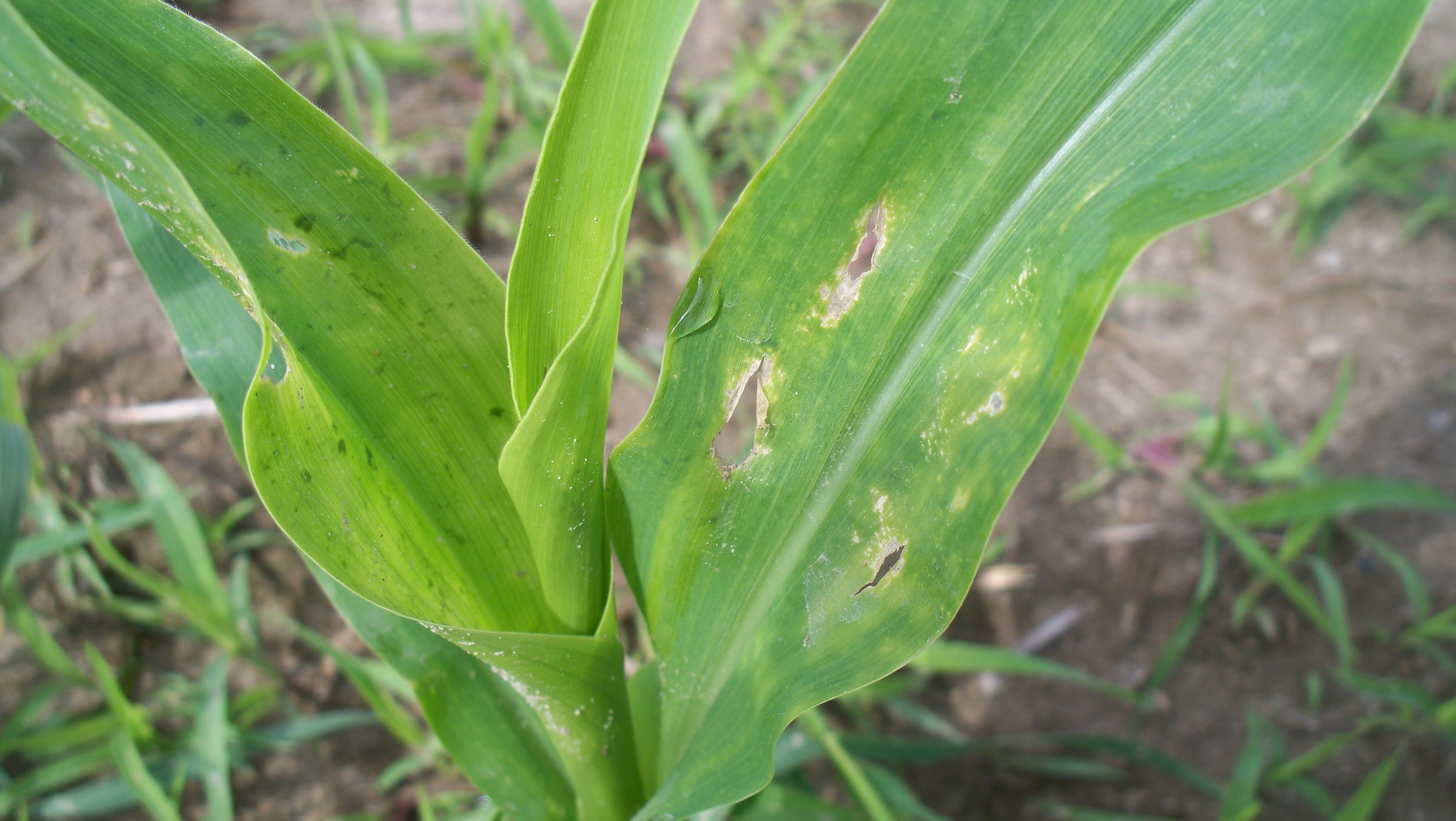
Objawy żerowania ploniarki zbożówki

Uszkodzenia kukurydzy są podobne do uszkodzeń innych zbóż. Pierwsze objawy żerowania larw widoczne są na roślinach w fazie 4–5 liści. Uszkodzone liście często są zbite, trudno rozwierają się, a wraz ze wzrostem rośliny ich blaszki podłużnie pękają lub ulegają porozrywaniu. Najczęstszym objawem są przejaśnienia biegnące wzdłuż nerwów liści oraz drobne otworki. Silne uszkodzenie liści powoduje zahamowanie wzrostu, gorsze zawiązywanie kolb i słabsze ich zaziarnianie. Uszkodzenie stożka wzrostu powoduje zahamowanie wzrostu pędu głównego i wytwarzanie kilku odrostów, które przeważnie nie zawiązują kolb. Z kolei jego zniszczenie prowadzi najczęściej do zamarcia całej rośliny. Ponadto poprzez uszkodzenia wnikają do roślin patogeny wywołujące m.in. głownię guzowatą kukurydzy. Najczęściej i najsilniej jest atakowany piąty liść, co powoduje, że jest najbardziej uszkodzony, a objawy są najlepiej widoczne w fazie 8–9 liści. U niektórych wczesnych odmian może wystąpić zjawisko szczerbowatości wiechy, polegające na niewykształcaniu części kłosków wskutek żerowania ploniarki. Największe straty powoduje ona w północno-wschodnich rejonach uprawy kukurydzy w Polsce, natomiast średnie straty plonu sięgają 10%.
Uszkodzone młode rośliny mogą zamierać szczególnie w czasie suszy, ale najczęściej ich rozwój jest wolniejszy, co powoduje straty. Żerowanie ploniarki na wschodach (BBCH 11–13) pszenicy i żyta powoduje spadek do 3% plonu ziarna na każdy procent porażonych źdźbeł. Zaatakowanie owsa powoduje obniżkę o 0,8% na każdy procent porażonych wiech. Największe straty dotyczą jęczmienia i owsa, a wynoszą nawet do 10%. Stwierdzono, że owad żeruje bardziej na pszenżycie oktoploidalnym, niż na heksaploidalnym. W przypadku kukurydzy bardziej odporne są linie i odmiany szybko rosnące oraz posiadające cechę męskiej bezpłodności.
Uszkodzenia roślin mogą być błędnie przypisane innym owadom: drutowcom, śmietce ozimówce, niezmiarce paskowanej i chorobom: łamliwości źdźbła zbóż i traw, zgorzeli podstawy źdźbła i fuzariozom.
Progi ekonomicznej szkodliwości wynoszą:
- 6 larw na 100 roślinach[17];
- 1 larwa na 1 roślinę oraz uszkodzenie 15% roślin do fazy 4 liścia[12].

W przypadku kukurydzy:
- 5 lub więcej jaj na 10 roślinach[c][7];
- 6 jaj na 10 roślinach lub 4 jaja na 1m² plantacji[4];
- uszkodzenie 10–15% roślin w uprawie na ziarno[14] lub 20–30% w uprawie na kiszonkę[7].

## Zwalczanie
W zapobieganiu i zwalczaniu ploniarki ważną rolę odgrywa agrotechnika. Duży wpływ na ograniczenie liczebności tego agrofaga ma uprawa roli, szczególnie orka i podorywka. Ponadto mniej porażane są zboża jare wcześniej zasiane i ozime zasiane później, po stosowaniu gęstszego siewu. Ważne jest również niszczenie samosiewów i nieużytków, siew bardziej odpornych odmian, odpowiednie nawożenie oraz izolacja przestrzenna. Stwierdzono, że na ilość uszkodzonych roślin kukurydzy wpływ ma sposób wysiewu nawozów azotowych. Rzędowy wysiew nawozów powodował wzrost zaatakowanych roślin średnio o 0,5% w porównaniu do nawożenia rzutowego. Ochronę chemiczną wykonuje się w czasie wylęgu larw, przed rozpoczęciem żerowania, kiedy roślina zbożowa jest w początkowej fazie rozwojowej (np. BBCH 11–23), oraz w fazie kłoszenia i kwitnienia (BBCH 51-65). Można również zaprawiać ziarno. Obecnie nie ma w Polsce zarejestrowanych środków do zwalczania tego agrofaga.